# Hay Point
Hay Point, Queensland, Australië, is een plaats 800 km ten noorden van Brisbane en Gold Coast aan de Australische noordoostkust en de Koraalzee. De plaats telde 1.348 inwoners bij de volkstelling van 2016.
Zo'n tien kilometer ten zuiden van de plaats ligt de haven. Deze bestaat uit twee steenkoolterminals, Dalrymple Bay Coal Terminal, eigendom van Prime Infrastructure Holdings (voorheen Babcock & Brown Infrastructure) en Brookfield Asset Management, en Hay Point Services Coal Terminal, eigendom van en beheerd door een joint venture tussen BHP Billiton en Mitsubishi Group.
In 2014 werd in de haven 114.976.000 ton verscheept. Daarmee is de haven van Hay Point de op 32 na drukste zeehaven ter wereld naar totale cargo-tonnage en de vierde Australische haven in die lijst na Port Hedland en Dampier (beide ijzererts) en Newcastle (ook steenkool).